# 미원 (조미료)
미원은 대상에서 1956년에 출시한 조미료로, 일본 아지노모도에서 유래되었다. 
사탕수수를 발효해서 만든 조미료이며, 성분은 글루탐산 나트륨이다.
임대홍 창업주가 일본으로 건너가서 조미료 제조법을 배운 후, 1956년에 첫 출시하여 제품 로고도 그릇에서 신선로 형태로 바뀌었으며, 현재도 장수하고 있는 상품이다.

## 광고
과거에 미원 광고의 주 모델인 김지미, 고두심, 현재 슈퍼주니어 출신 아이돌 김희철이 미원 광고의 주 모델이다. 
미원의 '미필적선의'가 광고 컨셉이다.

## 논란
1960년에 미국에서 처음 제기되었던 'MSG 유해 논란'이 1990년대 초 대한민국에서도 불거졌다. 
무첨가 마케팅이 촉발한 MSG 유해 논란이 현재까지 남아 있긴 하지만, 점차 부정적 인식에서 조금씩 벗어나고 있는 추세다.

## 같이 보기
- 대상주식회사
- 아지노모도